# En skiva till kaffet
En skiva till kaffet från 1999 är ett album av sångaren Freddie Wadling. Skivan innehåller sånger av Evert Taube, Carl Michael Bellman, Hasse & Tage med flera. Bland musikerna finns hela Esbjörn Svensson Trio. Johan Kugelberg var skivans producent och Joakim Lindengren gjorde teckningarna i omslaget. 

## Låtförteckning
1. Sjuttonde balladen (Evert Taube) – 4:35
2. Dansen på Sunnanö (Evert Taube) – 5:38
3. Tjenare Mollberg (Carl Michael Bellman) – 7:22
4. Var blev ni av? (Gloria Sklerov/Harry Lloyd – svensk text: Hans Alfredson/Tage Danielsson) – 4:33
5. Ett glas öl (Kennedy Russell/Desmond O'Connor – svensk text: Hans Alfredson/Tage Danielsson) – 2:57
6. Madrassen (Noel Gay – svensk text: Hans Alfredson/Tage Danielsson) – 1:52
7. Så skimrande var aldrig havet (Evert Taube) – 2:55
8. Läkedom (Musik: Freddie Wadling/Esbjörn Svensson, text: Jeremias i Tröstlösa) – 1:20
9. Rosens sång (Hans Christian Lumbye – svensk text: Hans Alfredson/Tage Danielsson) – 3:40
10. Resan till Chyterae (Ulf Peder Olrog) – 3:12
11. Underbart är kort (Povel Ramel) – 2:54

## Medverkande
- Freddie Wadling – sång
- Esbjörn Svensson – piano, orgel, klaviaturer
- Dan Berglund – kontrabas och prat
- Magnus Öström – trummor och slagverk
- Josh Haden – elbas
- Björn Olsson – elgitarr
- Lena Nyman – sång
- Stefan Isaksson – tenorsaxofon
- Åsa Stove-Paulsson – viola
- Anders Nyman – violin
- Christina Wirdegren Alin – cello
- Johan von Schreeb – djembe

## Listplaceringar
| Lista (1999–2000) | Topplacering |
| ----------------- | ------------ |
| Sverige           | 12           |